# Ivan Supek
Ivan Supek (Zágráb, 1915. április 8. – Zágráb, 2007. március 5.), horvát fizikus, filozófus, író, egyetemi tanár, akadémikus, a Horvát Tudományos és Művészeti Akadémia elnöke.

## Élete
Ivan Supek Zágrábban született, apja Rudolf Supek, anyja Marija Šips volt. Az 1934-es érettségi után beiratkozott a Zágrábi Egyetem Filozófiai Karára, matematika, fizika és filozófia szakra, majd Bécsben, Párizsban, Zürichben és Lipcsében folytatta tanulmányait. 1940-ben Lipcsében doktorált fizikából és filozófiából. Tanára Werner Heisenberg, a kvantummechanika egyik megalapítója volt, akivel 1943-ig dolgozott együtt. Később a fémek alacsony hőmérsékleten való viselkedését kutatta. Tudományos ismertségét azzal szerezte, hogy megalkotta az anyagok elektromos vezető képességének differenciálegyenletét ezeken a hőmérsékleteken.
1941-ben letartóztatta a Gestapo, de Heisenberg azzal mentette meg, hogy asszisztensre van szüksége, aki nélkül nem tud további kutatásokat folytatni. Következetes antifasisztaként csatlakozott a kommunista mozgalomhoz, és 1943 augusztusában Horvátországba ment, ahol a Horvát Antifasiszta Nemzeti Felszabadítási Tanács (ZAVNOH) oktatási osztályán dolgozott. 1944-ben Topuskoban, a Kulturális Dolgozók Kongresszusán nevezetes beszédet mondott a tudományról, amelyben nyilvános felhívást intézett az atomfegyverek alkalmazása ellen. Ezután szakított a Párttal.
1946-ban az elméleti fizika professzora lett a Zágrábi Egyetemen, ahol egy diákcsoportot vezetett, akik a zágrábi fizikát európai szintre emelték. 1948-ban a Horvát Tudományos és Művészeti Akadémia levelező tagja lett. 1950-től vezette a Ruđer Bošković Intézetet, melynek ő lett az első igazgatója. 1958-ban kizárták az Intézetből, mert ellenezte a Jugoszláv Szövetségi Nukleáris Energia Bizottság atombomba építésére vonatkozó terveit.
A Horvát Tudományos és Művészeti Akadémia tanszékeként 1960-ban megalapította a a Béke- és Filozófiatudományi Intézetet. Az intézet volt a székhelye az atomfegyverek elleni világszervezet, a Pugwash jugoszláv konferenciájának, amelynek alapítói közé tartozott, valamint a World Without Bombs szervezetnek, amelynek társalapítója és elnöke is volt. 1961-ben rendes tagja lett a Horvát Tudományos és Művészeti Akadémia akkori Matematikai, Fizikai és Műszaki Tudományok Osztályának, jelenleg a Horvát Tudományos és Művészeti Akadémia Matematikai, Fizikai és Kémiai Tudományok Tanszékének. 1966-ban kezdeményezője volt az Encyclopedia moderna kiadásának, 1969-ben pedig a Zágrábi Egyetem rektora lett. 1970-ben kezdeményezte a Dubrovniki Egyetemközi Központ (IUC) létrehozását. 1971 tavaszán felkerült a horvát nemkívánatos közéleti személyiségek listájára, majd a karađorđevói konferencia után, amikor nem fogadta el a Jugoszláv Kommunista Párt Központi Bizottságának következtetéseit 18 évre kizárták a közéletből.
1976-ban Ava és Linus Pauling, Philip Noel-Baker, Sophia Wadai és Aurelio Peccei mellett aláírta a Dubrovnik-Philadelphia Nyilatkozatot. A globalizáció folyamatának kritikusa és a társadalmi egyenlőség gondolatának szószólója volt. Míg hazájában hallgatásra volt ítélve, a világ számos egyetemén (amerikai, brit, német és francia) tartott előadásokat. 1991 és 1997 között a Horvát Tudományos és Művészeti Akadémia elnöke volt. Hosszú betegség után 2007. március 5-én halt meg zágrábi lakásában.

## Írói munkássága
Supek számos filozófiai, politikai és tudományos-fantasztikus témájú regény és színdarab szerzője. „Proces stoljeća” (Az évszázad tárgyalása) című regénye a híres amerikai fizikus, Robert Oppenheimer elleni per története. Munkáinak listája megtalálható a Horvát Tudományos és Művészeti Akadémia honlapján.

## Főbb művei

### Drámák
- Pusta, zatrovana zemlja: dráma két felvonásban (1945)
- U kasarni: dráma két felvonásban (1963)
- Mirakul (1971)
- Biskup i ban
- Na atomskom otoku
- Piramida

### Komédiák
- Lutrija Imperatora Augustusa: komédia három felvonásban (1962)
- Gabrijel: komédia két felvonásban (1962)
- Vrag je tiho naglas : komédia öt felvonásban prológussal és epilógussal (1968)
- Tais: játék négy felvonásban (1945)

### Regények
- Dvoje između ratnih linija (1959)
- Proces stoljeća (1963, 2003)
- U prvom licu (1965)
- Heretik (1968, 1974, 1996)
- Spoznaja (1971)
- Extraordinarius (1974, 1996)
- Krunski svjedok protiv Hebranga (1983, 1999, 2002)
- Otkriće u izgubljenom vremenu (1987, 2000, 2002)
- Epr – efekt (1995)
- Hrvatska tetralogija (1995)
- Haaški protokoli (2005)

### Önéletrajzok
- Krivovjernik na ljevici (Bristol, 1980, Zagreb, 1992)
- Tragom duha kroz divljinu (2006)

### Könyvek, tanulmányok
- Svijet atoma (1941)
- Od antičke filozofije do moderne nauke o atomima (1946)
- Teorijska fizika i struktura materije (1949, 1951, 1960, 1974, 1988, 1992)
- Nauka, filozofija, umjetnost (1964)
- Moderna fizika i struktura materije (1965)
- Nova fizika (1965)
- Posljednja revolucija (1965)
- Sve počinje iznova (1970)
- Opstati usprkos (1971)
- Teorija spoznaje (1974)
- Kvantna teorija: fizika i filozofija (1976)
- Povijest fizike (1980, 1990, 2004)
- Znanost i etika (1985, 1996)
- Heisenbergov obrat u shvaćanju svijeta (1986)
- Ruđer Bošković: vizionar u prijelomima filozofije, znanosti i društva (1989, 2005)
- Buna Janusa Pannoniusa (1992)
- Počela fizike: uvod u teorijsku fiziku (1994)
- Amalgami (1998)
- Na prekretnici milenija (2001)

### Szöveggyűjtemények
- Superbomba i kriza savjesti (1962)
- Filozofija, znanost, humanizam (1979, 1991, 1995)
- Povijesne meditacije (1996)
- Promašaji i nade (1997)
- Religija i filozofija (2003)
- Refleksije o znanosti i politici (2005)

## Emlékezete
Zágrábban gimnázium viseli a nevét és minden évben március 5-től április végéig Ivan Supek Napokat tartanak.

## Fordítás
Ez a szócikk részben vagy egészben  az   Ivan Supek című horvát Wikipédia-szócikk ezen változatának fordításán alapul.  Az eredeti cikk szerkesztőit annak laptörténete sorolja fel. Ez a jelzés csupán a megfogalmazás eredetét és a szerzői jogokat jelzi, nem szolgál a cikkben szereplő információk forrásmegjelöléseként.